# Tonto Basin
Tonto Basin es un lugar designado por el censo ubicado en el condado de Gila en el estado estadounidense de Arizona. En el Censo de 2010 tenía una población de 1424 habitantes y una densidad poblacional de 17,55 personas por km².

## Geografía
Tonto Basin se encuentra ubicado en las coordenadas 33°50′27″N 111°17′59″O / 33.84083, -111.29972. Según la Oficina del Censo de los Estados Unidos, Tonto Basin tiene una superficie total de 81.12 km², de la cual 81.11 km² corresponden a tierra firme y (0.01%) 0.01 km² es agua.

## Demografía
Según el censo de 2010, había 1.424 personas residiendo en Tonto Basin. La densidad de población era de 17,55 hab./km². De los 1.424 habitantes, Tonto Basin estaba compuesto por el 97.61 % blancos, el 0.49 % eran afroamericanos, el 0.63 % eran amerindios, el 0.21 % eran asiáticos, el 0.07 % eran isleños del Pacífico, el 0.14 % eran de otras razas y el 0.84 % pertenecían a dos o más razas. Del total de la población el 4.78 % eran hispanos o latinos de cualquier raza.